# 1862 у літературі

## Твори
- Віктор Гюго опублікував роман «Знедолені».
- Гюстав Флобер видав роман «Саламбо».
- Павло Чубинський. Ще не вмерла Україна
- Іван Тургенєв. Батьки і діти

## Народилися
- Август Деґлавс
- Адольф Бартельс
- Альфред Краусс
- Антон Мітов
- Антоні Ланге
- Антоні Марія Альковер-і-Суреда
- Аппіа Адольф
- Артур Шніцлер
- Барвінський Павло Якович
- Вікторія Баденська
- Ґергарт Гауптман
- Джеймс Монтегю Родс
- Едвард Гранвіл Браун
- Едвард Порембович
- Едіт Вортон
- Едуард фон Фішер
- Еквтиме Такаїшвілі
- Еміліо Сальгарі
- Жорж Фейдо
- Іван Ґеорґов
- Іван Шишманов
- Іванов Іван Іванович (літературознавець)
- Іда Белл Веллс-Барнетт
- Кирчів Павло Олексійович
- Клод Дебюссі
- Колтоновський Андрій Павлович
- Конрад Альберті
- Конрад Краффт фон Делльмензінген
- Кравченко Василь Григорович
- Кроль Мойсей Ааронович
- Кузьменко Микола Лаврінович
- Майроніс
- Марцинюк Андрій
- Мірза Алекпер Сабір
- Моріс Баррес
- Моріс Метерлінк
- Надсон Семен Якович
- Нілус Сергій Олександрович
- Нітобе Інадзо
- О. Генрі
- Поль Огюст Марі Адан
- Рене Ґіль
- Сантері Алкіо
- Станіслав Ґломбінський
- Стебницький Петро Януарійович
- Стороженко Микола Володимирович
- Тарковський Олександр Карлович
- Тогобочний Іван Андрійович
- Тулуб Павло Олександрович
- Фатма Топуз
- Френсіс Адамс

## Померли
- Бахадур Шах Зафар
- Божена Немцова
- Владислав Сирокомля
- Геєвський Степан Лукич
- Генрі Девід Торо
- Генрі Томас Бокль
- Ейхенбаум Яків Мойсейович
- Зінаїда Волконська
- Йоган Нестрой
- Кухаренко Яків Герасимович
- Людвіг Уланд
- Мей Лев Олександрович
- Нодь Микола
- Петренко Михайло Миколайович
- Франсіско Мартінес де ла Роса
- Францішек Ковальський
- Хуліо Арболеда
- Шах Мухамад
- Юстинус Кернер